# Char M36 Jackson
Pour les articles homonymes, voir M36.
Le char M36 Jackson est un chasseur de chars américain utilisé au cours de la Seconde Guerre mondiale. Également connu sous le nom de Slugger, son nom officiel est le 90 mm Gun Motor Carriage M36 ou affût automoteur de 90 mm M36.

## Histoire
Avec l’arrivée sur le champ de bataille de chars allemands puissamment blindés comme le Panther ou le Tigre, le chasseur de char américain standard M10 Wolverine devint rapidement dépassé car son armement principal, le canon M7 de 76,2 mm n’était pas suffisamment puissant pour s’opposer avec succès à ces nouveaux chars. Ceci avait toutefois été prévu et, dès septembre 1942, les ingénieurs américains avaient commencé l'étude d'un chasseur de char plus puissant, combinant le châssis du M10 à une nouvelle tourelle armée d'un canon M3 de 90 mm dérivé du canon de 90 mm M1 antiaérien.
On monta sur la coque du M10-A1 une nouvelle tourelle accueillant le canon M3 de 90 mm et une mitrailleuse coaxiale. Comme c’était le cas pour tous les chasseurs de chars américains, la tourelle était ouverte vers le haut en vue de gagner du poids et de faciliter l’observation. Pour fournir une certaine protection aux éclats d’obus, on conçut une toiture pliante pour la tourelle. Le M36 avait un grand saillant à l’arrière de la tourelle qui avait pour objet de servir de contrepoids à son canon massif. Il était possible de stocker 11 obus à l’intérieur de cette extension.

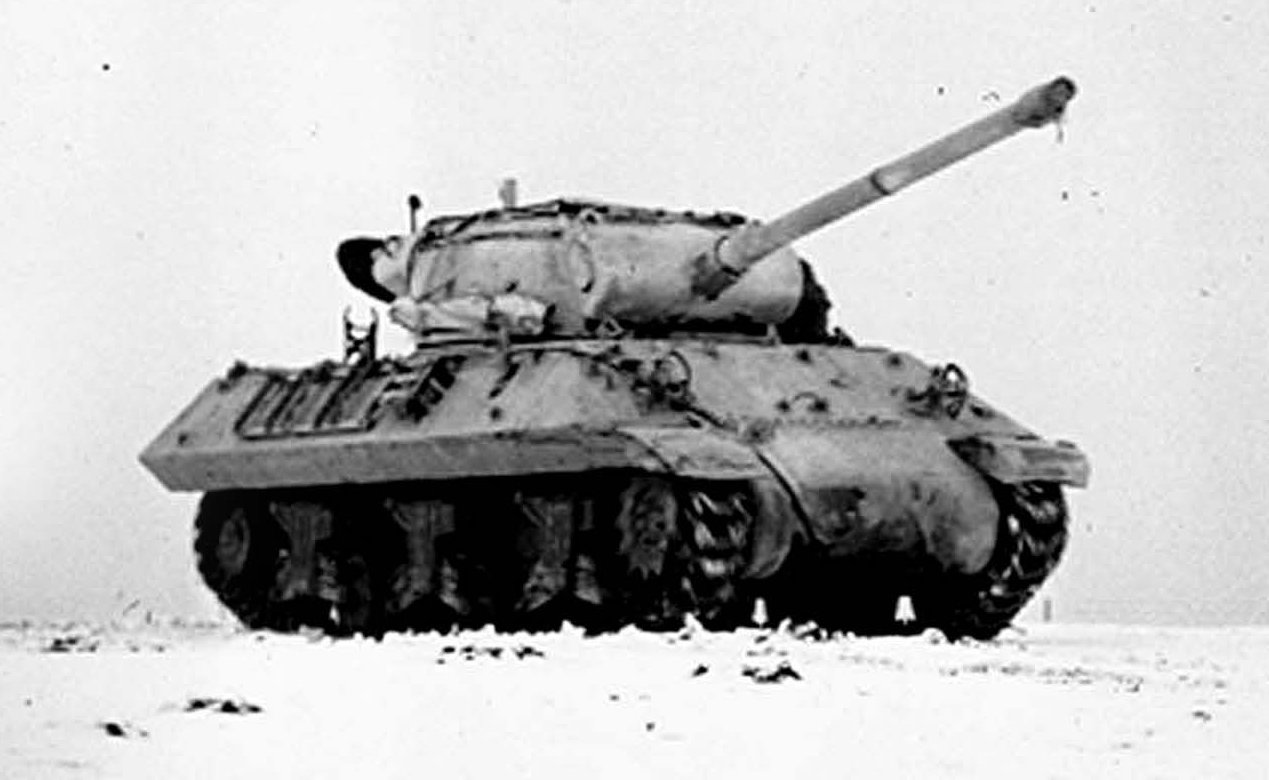
Un GMC M36 en camouflage "neige" pendant la Bataille des Ardennes en janvier 1945

Ce ne fut pas avant septembre 1944 et au combat en octobre 1944 que le véhicule commença à apparaître sur le théâtre d’opérations en Europe (Campagne de Lorraine, Bataille des Ardennes) et seulement 1 400 M36 environ furent produits au cours de la guerre.  Les Première et Neuvième armées américaines utilisèrent des M36 pour rééquiper les bataillons de chasseurs de chars attachés aux divisions blindées. Le 703e bataillon de chasseurs de chars commença à se rééquiper le 30 septembre 1944. La Troisième armée américaine les utilisa pour rééquiper les bataillons remorqués. Le 610th Tank Destroyer Battalion (remorqué) a commencé son recyclage le 25 septembre 1944. Le premier bataillon de chasseurs de chars à recevoir effectivement le M36 début septembre, le 776th, était en transit depuis l'Italie à l'époque et ne les utilisèrent au combat qu'en octobre 1944. À la fin de 1944, sept bataillons de chasseurs de chars s'étaient convertis au M36. Le besoin d'un chasseur de chars armé d'un canon de 90 mm était tellement urgent qu'on développa aussi, fin 1944, une série de 300 exemplaires de M36-B1, dont la caisse était dérivée du char M4 Sherman.
Les deux versions servirent côte à côte, lors des dernières phases de la guerre en Europe mais le M36 avait en grande partie remplacé le M10 à la fin de la guerre. Le véhicule était très apprécié de ses équipages, car il était l'un des rares capables d'engager un char lourd allemand à une distance confortable. Il servit par la suite durant la guerre de Corée, où il se révéla capable de mettre hors de combat n'importe quel blindé soviétique.
Une des modifications qu’il subit sur le terrain consistait, comme pour beaucoup d’autres véhicules blindés de combat à l’époque, à monter une mitrailleuse sur la coque du côté du copilote.
Après la guerre, des M36 Jackson furent également exportés vers différents pays. Un des acheteurs fut la Yougoslavie où le moteur fut remplacé par le moteur diesel V-2 de 500 ch d’origine soviétique utilisé dans le char de combat T-55. Les M36 yougoslaves participèrent à la lutte pour l’indépendance menée par la Croatie (1991-1995) mais ne sont plus en service dans les forces armées croates car ils ont été retirés du service immédiatement après la guerre. Ils furent aussi fournis au Pakistan au titre d’aide militaire américaine dans les années 1950 et furent utilisés dans la guerre de 1965. Ils ont également été utilisés par la France au cours de la guerre d'Indochine.

## Versions
- M36 : Tourelle avec canon de 90 mm sur coque GMC M10A1 (châssis M4A3) – 1 298 produits/convertis
- M36-B1 : Tourelle avec canon de 90 mm sur coque et châssis de char M4A3 – 187 produits/convertis
- M36-B2 : Tourelle avec canon de 90 mm sur coque M10 (châssis M4A2, diesel) – 287 produits/convertis